# 外山光顕
外山 光顕（とやま みつあき）は、江戸時代前期から中期にかけての公卿。日野家31代・日野弘資の子。官位は正二位・権大納言。日野家の分流・外山家の祖。

## 経歴
万治3年（1660年）に叙爵してから累進し、貞享2年（1685年）に従三位となり公卿に列する。左兵衛権佐、参議、歌踏節会外弁、権中納言などを歴任し、享保16年（1731年）に権大納言となった。和歌や書画に精通していた。
元文3年（1738年）、薨去。

## 系譜
- 父：日野弘資
- 母：家女房
- 妻：不詳
  - 男子：外山光和
  - 次男：長澤資親（1681-1750）
  - 男子：豊岡光全